# Маркелово (Шегарський район)
Марке́лово (рос. Маркелово) — село у складі Шегарського району Томської області, Росія. Входить до складу Анастасьєвського сільського поселення.

## Населення
Населення — 624 особи (2010; 698 у 2002).
Національний склад (станом на 2002 рік):
- росіяни — 94 %